# Schweriner Volkszeitung
Le Schweriner Volkszeitung est un journal quotidien régional allemand pour l'ouest du Mecklembourg, une partie de la Prignitz, Amt Neuhaus en Basse-Saxe et de Rostock.
Dans la région de Rostock, il apparaît sous le nom de Norddeutsche Neueste Nachrichten. Dans le Prignitz, il est vendu sous le nom de Der Prignitzer. Avec l’Ostsee-Zeitung et le Nordkurier, tout le Land du Mecklembourg-Poméranie occidentale est localement divisé et couvert.

## Histoire
Le 10 avril 1946, le premier numéro du Landes-Zeitung – Organ des Landesvorstandes der SED in Mecklenburg-Vorpommern paraît. Le journal reçoit d'importantes allocations de papier et peut imprimer un tirage de 100 000 exemplaires en 1946, puis à 170 000 exemplaires en 1947. Dans le même temps, les éditions approuvées des concurrents, à savoir Der Demokrat (CDU) et la Norddeutsche Zeitung (LDPD), sont limitées à 20 000 exemplaires par l'administration militaire soviétique grâce aux allocations papier. Les premiers rédacteurs en chef sont Heinz Alois Pohlmeyer et Erich Glückauf. Avec la réforme administrative de 1952 et la formation des districts, le Landes-Zeitung devient le SVZ. Depuis lors, le SVZ porté le sous-titre Organe de la direction de district du SED et a onze rédactions locales dans le nord-ouest de la RDA, qui produisent un tirage quotidien total de 173 800 exemplaires.
En 1991, Burda-Verlag achète le Schweriner Volkszeitung à la Treuhand aux côtés du journal de Rostock Norddeutsche Neueste Nachrichten. En 2005, le journal a est vendu par le groupe Burda au Schleswig-Holsteinischer Zeitungsverlag (sh:z) qui deviendra une filiale à 100% de medien holding:nord GmbH basée à Flensburg. Depuis août 2012, l'éditeur de journaux de Schwerin opère sous la marque ombrelle medienhaus:nord. Il s'agit de regrouper les compétences communes des trois grands titres de journaux (SVZ, NNN, Der Prignitzer), des hebdomadaires et des offres numériques.
Le Schweriner Volkszeitung est mis en ligne avec des articles éditoriaux le 5 mai 1995 à des fins publicitaires et devient ainsi le premier quotidien allemand sur Internet aux côtés de Die Tageszeitung. Depuis le 2 juillet 2007, le journal est également publié en version électronique.
D'octobre 2008 à mars 2013, la couverture du journal est créée par la sous-traitante mv:m Mantelredaktion GmbH, qui fournit également le Nordkurier depuis avril 2009. Nordkurier et Schweriner Volkszeitung détenaient chacun 50 % de mv:m. Au printemps 2013, le Nordkurier se retire de l'équipe éditoriale commune. Depuis lors, mv:m Mantelredaktion GmbH produit à nouveau exclusivement pour les journaux medienhaus:nord. Fin 2014, les rédacteurs et collaborateurs restants sont intégrés à medienhaus:nord.
En 2016, le groupe d'édition d'Osnabrück NOZ MEDIEN (Neue Osnabrücker Zeitung) acquiert les sociétés auparavant regroupées de "sh:z das medienhaus" et "medienhaus:nord" et appelées "medien holding:nord GmbH".

## Rédacteurs en chef
| Période     | Nom                                                                               |
| ----------- | --------------------------------------------------------------------------------- |
| 1946–1948   | Heinz Alois Pohlmeyer (SPD) & Erich Glückauf (KPD); parité                        |
| 1948–1949   | Wilhelm Müller                                                                    |
| 1949–1951   | Karl Jakobi                                                                       |
| 1952–1954   | Fritz Waasner                                                                     |
| 1954–1959   | Hans Mahle, initialement chargé de la gestion, à partir de 1956 rédacteur en chef |
| 1959–1960   | Karl Klenke                                                                       |
| 1960–1967   | Kurt Neheimer                                                                     |
| 1967–1971   | Ernst Parchmann                                                                   |
| 1971–1989   | Hans Brandt                                                                       |
| 1990–2004   | Christoph Hamm †                                                                  |
| 2004–2005   |                                                                                   |
| 2005–2009   | Thomas Schunck                                                                    |
| 2010–2012   | Dieter Schulz                                                                     |
| Depuis 2012 | Michael Seidel                                                                    |